# ملعب مرديكا
ملعب مرديكا (بالإنجليزية: Stadium Merdeka)‏ هو ملعب كرة قدم يقع في كوالالمبور، ماليزيا، يتسع لـ 25,000 متفرج.

## التاريخ
تم وضع حجر الأساس للملعب عام 1956. بدأ بنائه في 1957 وافتتح في نفس عام.